# Kebu
Ne doit pas être confondu avec Akébou (langue).
Kebu, nom de scène de Sebastian Teir, est un musicien, arrangeur et compositeur finlandais de musique électronique.

## Biographie
Sebastian Teir est originaire d’Espoo. En 2008, il fait partie du groupe Kouzin Bedlam et en 2012 sort son premier disque solo. Il obtient le prix du meilleur artiste aux Schallwelle Music Awards de 2017, un prix récompensant les artistes de la musique instrumentale électronique. Il est connu pour ses vidéos YouTube, qui ont rassemblé plus de 20 millions de téléspectateurs et de fans du monde entier.

## Style musical
Il utilise des synthétiseurs analogiques et des boucles sonores. D'après Céline Dehédin du site nouvelle-vague.com, Kebu s’inspire d’influences musicales des années 70/80 et de l’électro moderne.

## Discographie

### Albums
- 2012 : To Jupiter and Back[7]
- 2016 : Perplexagon[8]
- 2021 : Urban Dreams

### Simple
- Deep Blue[7]

## Concerts
- Perplexagon Tour 2017
- 12 octobre 2019 : Varsovie[9].
- 5 mai 2019 : Vienne[10].